# Петро Смелич
Архієпископ Петро Смелич (†27 листопада 1744) — релігійний діяч сербського походження в Слобідській Україні, архієпископ Білгородський і Обоянський РПЦ.

## Біографія
За походженням серб. 
У 1709 році був у Москві ключарем при суздальскому митрополиті Єфремі, потім був духовним суддею.
З січня 1713 - архімандрит Московського Симонова монастиря.
З 25 січня 1721 - радник Святійшого Синоду.
З 31 липня 1725 - архімандрит Олександро-Невського монастиря.
20 червня 1736 року хіротонізований на єпископа Бєлгородського і Обоянського з возведенням у сан архієпископа.
З вступом на Бєлгородську кафедру, що мала такий важливий центр освіти, як Харківський колегіум, його діяльність з розвитку освіти набула ще більшого значення. Архієпископ Петро значно розширив програму введенням низки нових предметів. Для цього в колегіум були запрошені спеціальні викладачі. Але тільки цей навчальний заклад не міг задовольнити потреб такої великої єпархії. Тому в містах Бєлгороді, Курську і Старому Осколі були відкриті підготовчі слов'яно-латинські школи. У цих школах діти отримували початкову освіту, а потім завершували її в Харківському колегіумі.
Позитивною особливістю архиєпископа Петра у справі шкільного виховання було пом'якшення жорсткої в той час шкільної дисципліни. Своїм указом він вимагав всебічного навчання дітей та уникнення зайвих і необачних покарань.
Преосвященний Петро був суворий до всіх проявів забобонних звичаїв і до недостоїнства в поведінці як серед пастви, так і серед духовенства.
Він категорично виступив проти вкоріненого звичаю мати в храмах свої ікони, які кожен власник оточував особливим шануванням і увагою.
Строго переслідував архієпископ і духовенство за вживання спиртних напоїв. Своїм указом він зажадав при появі випадків пияцтва винних карати і штрафувати.
Поряд з позитивними якостями в діяльності архиєпископа Петра мали місце і деякі негативні сторони. До тих же осіб, які не підпорядковувалися його архіпастирським розпорядженням, архієпископ був дуже суворий і застосовував жорсткі заходи покарання, аж до відлучення від Церкви.
У результаті представлених проти нього звинувачень архієпископ Петро 11 вересня 1742 був звільнений на спокій в Воскресенський Ново-Єрусалимський монастир.
Помер 27 листопада 1744.